# Jeon Soo-kyung
Jeon Soo-kyung es una actriz surcoreana.

## Vida personal
Estuvo casada con Joo Won-seong, la pareja tuvo dos hijas Joo Ji-y Joo Si-de, sin embargo el matrimonio terminó en divorcio en 2008.
El 22 de septiembre de 2014 contrajo matrimonio con Eric M. Swanson, director general del Millennium Seoul Hilton.

## Carrera
Es miembro de la agencia "Will Entertainment".
Conocida por sus interpretaciones en teatro musical, protagonizando producciones coreanas como Mamma Mia!, Chicago, La Vida, Guys and Dolls, Menopausia, y Kiss Me, Kate.
En septiembre de 2019 se unió al elenco recurrente de la serie Melting Me Softly (también conocida como "Melt Me"), donde interpretó a Ma Dong-joo, la hermana de Dong-chan (Ji Chang-wook).
En octubre de 2020 se anunció que se había unido al elenco de la serie Amor (invitados especiales: matrimonio y divorcio) (también conocida como "Marriage Story").

## Filmografía

### Series de televisión
| Año     | Título                                             | Rol                                  | Red          | Notas              | Ref.   |
| ------- | -------------------------------------------------- | ------------------------------------ | ------------ | ------------------ | ------ |
| 2008    | Chosun Police 2                                    | Mae-hwa                              | MBC Dramanet |                    |        |
| 2008    | Terroir                                            | Go Ok-rim                            | SBS          |                    |        |
| 2011    | Twinkle Twinkle                                    | Lee Eun-jung                         | MBC          |                    |        |
| 2011    | Royal Family                                       | Carrie Kim                           | MBC          |                    |        |
| 2011    | Color of Women                                     | Sung Ae-shim                         | Channel A    |                    |        |
| 2012    | I Do, I Do                                         | Empleada de la agencia               | MBC          | Cameo              |        |
| 2013    | Pots of Gold                                       |                                      | MBC          |                    |        |
| 2013    | I Can Hear Your Voice                              |                                      | SBS          | Cameo, ep. 1       |        |
| 2013    | Love in Her Bag                                    | Kim Mi-yeon                          | JTBC         |                    |        |
| 2013    | Passionate Love                                    | Joo Nam-ok                           | SBS          |                    |        |
| 2014    | Emergency Couple                                   | Directora del hospital               | tvN          | Cameo, ep. 1       |        |
| 2014    | Into the Flames                                    | Yang Hwa-ja                          | TV Chosun    |                    |        |
| 2014    | Glorious Day                                       | Propietaria de la casa               | SBS          | Cameo              |        |
| 2014    | Mama                                               | Kwon Do-hee                          | MBC          |                    |        |
| 2014    | A Resentful Woman's Diary                          | Wolmae                               | MBC          | Drama Festival     |        |
| 2015    | Divorce Lawyer in Love                             | Lee Yeon-hee                         | SBS          | Invitada, ep. 4    |        |
| 2017    | The Lady in Dignity                                | Directora Seo                        | JTBC         |                    |        |
| 2017    | Unni is Alive                                      | Vicky Jung                           | SBS          |                    |        |
| 2017    | Chicago Typewriter                                 | Wang Bang-wool                       | tvN          |                    |        |
| 2017-18 | My Golden Life                                     | Noh Jin-hee                          | KBS          |                    |        |
| 2018    | Queen of Mystery 2                                 | Nam Bok-soon                         | KBS2         |                    |        |
| 2018    | Rich Family's Son                                  | Na Young-ae                          | MBC          |                    |        |
| 2018    | Devilish Charm                                     | Gong Jin-yang                        | MBN, Dramax  |                    |        |
| 2018    | Time                                               | Jang Ok-soon                         | MBC          |                    |        |
| 2018    | My Strange Hero                                    | Kim Da-seon                          | SBS          |                    |        |
| 2019    | Welcome to Waikiki 2                               | Kim Jeong-sook                       | JTBC         | 3 episodios        |        |
| 2019    | Melting Me Softly                                  | Ma Dong-joo                          | tvN          |                    |        |
| 2019    | Love with Flaws                                    | Madre de Baek Jang-mi                | MBC          | 4 episodios        |        |
| 2020    | Miss Lee Knows                                     | Presidenta de la Sociedad de Mujeres | MBC          |                    |        |
| 2020    | Do Do Sol Sol La La Sol                            | Im Ja-kyung                          | KBS2         |                    |        |
| 2021    | If You Cheat, You Die                              | Yoon Hyeong-suk                      | KBS2         |                    |        |
| 2021-22 | Amor (invitados especiales: matrimonio y divorcio) | Lee Si-eun                           | TV Chosun    |                    | [ 9 ]  |
| 2022    | La vida fabulosa                                   | Jang Ok-jin                          | Netflix      |                    | [ 10 ] |
| 2023    | Nam-soon, una chica superfuerte                    | Madre de Kang Hee-sik                | JTBC         | Aparición especial | [ 11 ] |
| 2025    | Si las estrellas hablaran                          | Ji Hwa-ja                            | tvN          |                    | [ 12 ] |

### Películas
| Año  | Título                              | Rol                                 | Notas           | Ref.          |
| ---- | ----------------------------------- | ----------------------------------- | --------------- | ------------- |
| 1989 | Mouse Landing Operation             |                                     |                 |               |
| 1990 | Mrs. Cabaret                        | Park Sun-hee                        |                 |               |
| 1992 | Beauty and the Beast                | Belle                               | Doblaje coreano |               |
| 1995 | Millions in My Account              | Sun-ah                              |                 |               |
| 1996 | Ghost Mamma                         | Kang Hye-kyung                      |                 |               |
| 1997 | Hercules                            | Calliope                            | Doblaje coreano |               |
| 1998 | Two Cops 3                          | Madre del niño secuestrado          |                 |               |
| 2000 | Chu Noh-Myoung Bakery               | señora que regresa el pastel        | Cameo           |               |
| 2002 | Public Enemy                        | señora del agua mineral             |                 |               |
| 2003 | Reversal of Fortune                 | Je-ni                               |                 |               |
| 2007 | The Perfect Couple                  | periodista Oh                       |                 |               |
| 2007 | Venus and Mars                      | Hyang-mi                            |                 |               |
| 2008 | A Tale of Legendary Libido          | propietaria del hostal              |                 |               |
| 2009 | The Relation of Face, Mind and Love | Editora                             |                 |               |
| 2009 | Paradise                            | Ah-ram                              |                 |               |
| 2010 | Jumunjin                            | Soon-nyeo                           | Cameo           |               |
| 2010 | Finding Mr. Destiny                 | Soo-kyung, actriz del musical       |                 | [ 13 ]        |
| 2010 | My Black Mini Dress                 | escritora                           |                 | [ 14 ]        |
| 2011 | Mama                                | Hee-kyung                           |                 | [ 15 ] [ 16 ] |
| 2012 | The Scent                           | gerente del restaurante chino       | Cameo           |               |
| 2012 | Return of the Mafia                 |                                     |                 |               |
| 2013 | Jinx!!                              |                                     | Cameo           |               |
| 2013 | Marriage Blue                       | dueña de la boutique, jefa de Yi-ra |                 |               |
| 2013 | Rockin' on Heaven's Door            | directora de enfermeras             |                 |               |
| 2015 | Enemies In-Law                      | Jo Kang-ja                          |                 |               |

### Espectáculo de variedades
| Año  | Título             | Red       | Notas        |
| ---- | ------------------ | --------- | ------------ |
| 2008 | Singing in the Sky | Ongamenet | presentadora |
| 2012 | 속풀이쇼 동치미    | MBN       |              |

### Teatro
| Año       | Título                 | Rol                         |
| --------- | ---------------------- | --------------------------- |
|           | Barry                  |                             |
| 1991      | The Sound of Music     |                             |
| 1992      | A Chorus Line          |                             |
| 1992      | West Side Story        |                             |
| 1992      | Cats                   |                             |
| 1993      | Nunsense               |                             |
| 1995      | Grease                 |                             |
| 1996      | 42nd Street            |                             |
| 1998      | Guys and Dolls         |                             |
| 1998      | The Life               |                             |
| 1999      | Gambler                |                             |
| 2000      | The Life               | Sonja                       |
| 2000-2001 | Rent                   | Joanne Jefferson            |
| 2001      | Kiss Me, Kate          |                             |
| 2001      | Tick, Tick... Boom!    | Susan                       |
| 2001      | Chicago                | Roxie Hart                  |
| 2002      | Rehearsal              |                             |
| 2003      | Nunsense Jamboree      |                             |
| 2004      | Mamma Mia!             | Tanya                       |
| 2004-2005 | 42nd Street            | Maggie Jones                |
| 2005      | Guys and Dolls         | Adelaide                    |
| 2005      | Menopause              | mujer profesional           |
| 2005-2006 | Nunsense Jamboree      |                             |
| 2006      | Mamma Mia!             | Tanya                       |
| 2006      | Menopause              | mujer profesional           |
| 2006      | Annie                  | Miss Agatha Hannigan        |
| 2006      | Highlights             |                             |
| 2007-2008 | Mamma Mia!             | Tanya                       |
| 2007      | Menopause              | mujer profesional           |
| 2007      | Annie                  | Miss Agatha Hannigan        |
| 2008      | The Life               | Jojo                        |
| 2008      | Gambler                | Countess                    |
| 2009      | The Vagina Monologues  |                             |
| 2009      | Go, Waikiki!           | cameo                       |
| 2009      | Mamma Mia!             | Tanya                       |
| 2009-2010 | Legally Blonde         | Paulette                    |
| 2010-2013 | Mamma Mia!             | Tanya                       |
| 2012      | Catch Me If You Can    | Paula Abagnale/Carol Strong |
| 2012      | La Cage aux Folles     | Madame Marie Dindon         |
| 2013      | 급매 행복아파트 천사호 | Young-hee                   |
| 2014      | Chicago                | Matron "Mama" Morton        |
| 2014-2015 | La Cage aux Folles     | Madame Marie Dindon         |
| 2015      | Chicago                | Matron "Mama" Morton        |

## Premios y nominaciones
| Año  | Premio                        | Categoría               | Nominación    | Resultado  |
| ---- | ----------------------------- | ----------------------- | ------------- | ---------- |
| 1988 | 11th MBC Campus Song Festival | [NA]: {{{1}}}           |               | 3.er lugar |
| 1997 | 3rd Korea Musical Awards      | mejor actriz de reparto | 42nd Street   | Ganadora   |
| 1999 | 5th Korea Musical Awards      | mejor actriz de reparto | The Life      | Ganadora   |
| 2002 | 8th Korea Musical Awards      | mejor actriz            | Kiss Me, Kate | Ganadora   |
| 2010 | 44th Tax Payer's Day          | 성실납제자상            | [NA]: {{{1}}} | Ganadora   |